# Ernst Kuhn (Indologe)

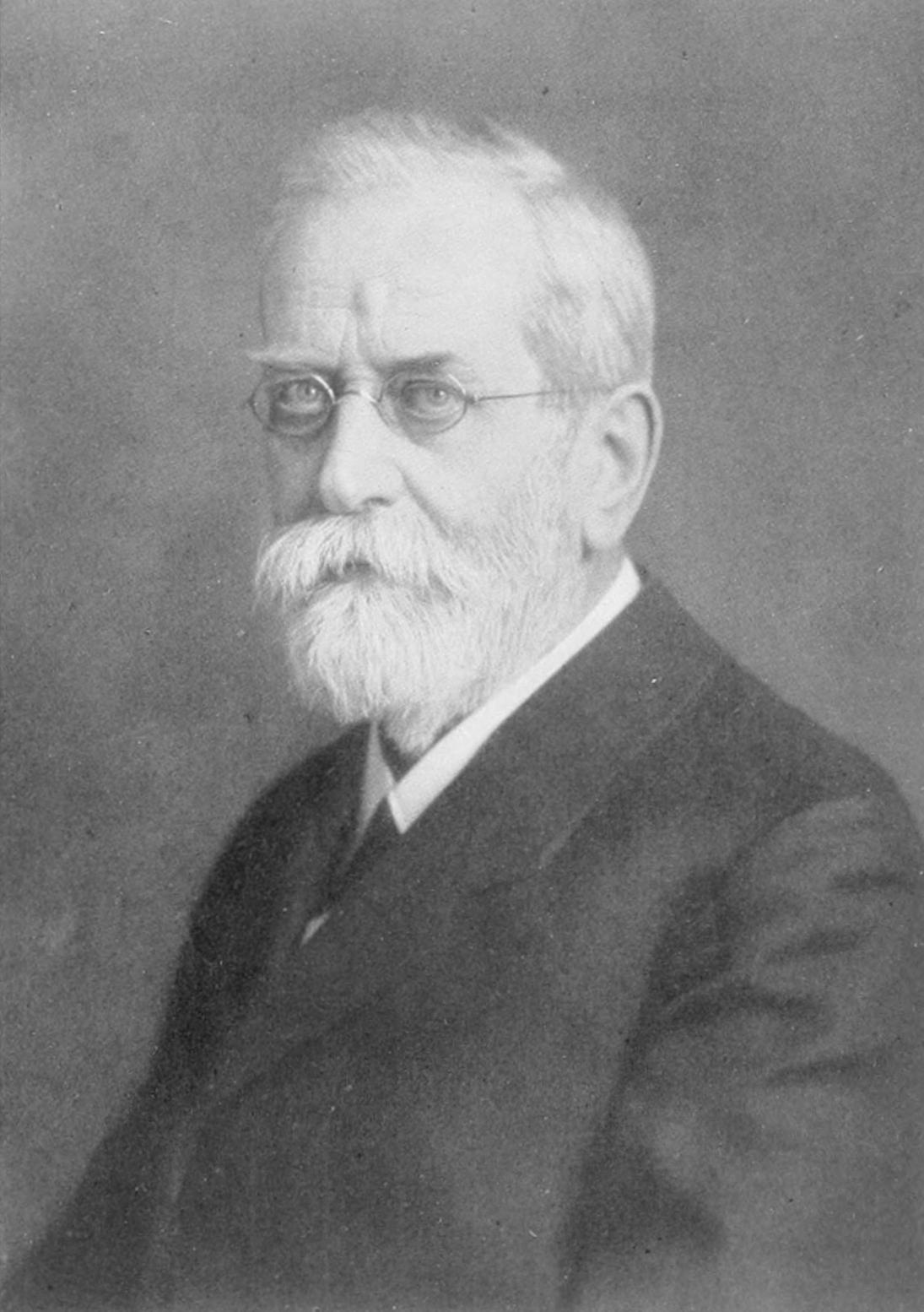
Ernst Kuhn

Ernst Wilhelm Adalbert Kuhn (* 7. Februar 1846 in Berlin; † 21. August 1920 in München) war ein deutscher Indologe und Indogermanist.

## Leben
Unter dem Einfluss seines Vaters, des Indogermanisten Adalbert Kuhn (1812–1881), widmete sich Ernst Kuhn indologischen und sprachwissenschaftlichen Studien. Nach fünfjährigem Studium an den Universitäten Berlin und Tübingen wurde er 1869 mit einer Dissertation über den Pali-Grammatiker Kaccāyana in Halle promoviert. Hier wurde er 1871 Privatdozent, 1872 in Leipzig und 1875 ordentlicher Professor in Heidelberg. Von 1877 bis 1917 war er ordentlicher Professor zunächst für arische Philologie und vergleichende indogermanische Sprachwissenschaft und ab 1909 auf dem neu geschaffenen Lehrstuhl für vergleichende indogermanische Sprachwissenschaften in München, wo er auch im Jahr 1903/04 das Rektorat übernahm. Der bayerischen Akademie der Wissenschaften gehört er seit 1878 als Mitglied und von 1900 bis 1920 als Sekretär der philologisch-historischen Klasse an.

## Wirken
Grundlegend für die Erforschung der Sprache des Buddhismus wurden Kuhns Beiträge zur Pāli-Grammatik (1875). Auch den Sprachen des Hindukusch, Hinterindiens und Ceylons hat Kuhn wichtige linguistische Studien gewidmet. In mehreren Untersuchungen wies er den buddhistischen Einfluss auf christliche Legenden nach. Berühmt wurde seine Münchner Akademieabhandlung „Barlaam und Joasaph“ (1893), in der er Barlaam auf Bhagavān, Joasaph auf Bodhisattva zurückführte.
Kuhn arbeitete seit 1873 an der von seinem Vater begründeten Zeitschrift für vergleichende Sprachforschung auf dem Gebiet der indogermanischen Sprachen (auch als Kuhns Zeitschrift [KZ] zitiert), mit und führte sie nach dessen Tod fort. Er wirkte auch an der von August Müller gegründeten Orientalischen Bibliographie (1893 ff.) und am Grundriß der iranischen Philologie (1895–1904) mit, den er gemeinsam mit Wilhelm Geiger herausgab.

## Ehrungen und Auszeichnungen
- 1878 Mitglied der königlich bayerischen Akademie der Wissenschaften[5]
- 1898 Bayerischer Maximiliansordens für Wissenschaft und Kunst[6]
- 1902 Mitglied der Kaiserlichen Akademie der Wissenschaften zu Wien[7]
- Ritter des Verdienstordens der Bayerischen Krone[8]
- Verdienstorden vom Heiligen Michael 3. Klasse[8]
- Officier de l’Instruction publique[8]

## Veröffentlichungen (Auswahl)
Siehe Karl G. Zistl: Bibliographie der Schriften Ernst Kuhns. In: Aufsätze zur Kultur- und Sprachgeschichte vornehmlich des Orients. Ernst Kuhn zum 70. Geburtstag am 7. Februar 1916 gewidmet von Freunden und Schülern. M. und H. Marcus, Breslau 1916, S. XII–XXV (Textarchiv – Internet Archive).
- Kaccayanappakaraṇae specimen. Halle 1869, urn:nbn:de:bvb:12-bsb10250986-1 (Dissertation).
- Nachrichten über die Familie Kuhn 1549–1889. Straub, München 1890 Digitalisat
- mit Wilhelm Geiger (Hrsg.): Grundriß der iranischen Philologie. Trübner, Straßburg 1896.
- Beiträge zur Pali-Grammatik. Dümmler, Berlin 1875.
- Der Einfluß des arischen Indiens auf die Nachbarländer im Süden und Osten. Rede beim Antritt des Rectorats der Ludwig-Maximilians-Universität, gehalten am 21. November 1903. München 1903.